# Стрежино (озеро)
Стрежино — озеро на западе Тверской области, находится на территории Пожинского сельского поселения Торопецкого района. Принадлежит бассейну Западной Двины.
Стрежино расположено в 16 километрах к северу от города Торопец. Находится на высоте 191 метр над уровне моря. Длина озера 1,3 км, ширина до 0,6 км. Площадь водной поверхности составляет 1 км². С запада и севера озеро окружено болотами. Протяжённость береговой линии — 3,8 километра.
В западную часть впадает безымянный ручей; из юго-восточного конца озера вытекает река Стрежинка (длина 3,5 км), правый приток Торопы. На южном берегу озера находится деревня Стрежино. Ранее на северном берегу озера также находилась деревня Заозерье. 